# Avoca te
Avoca te is een Latijnse uitdrukking dat amuseer je of veel plezier betekent.
In 2023 werd te Mortsel in België bij archeologische opgravingen aan het woonwagenpark Gasthuishoeven een drinkbeker uit de Romeinse tijd gevonden, waarop de Latijnse tekst avoca te stond. 
Het Latijnse werkwoord avocare betekende oorspronkelijk iets of iemand wegroepen of omleiden. Later werd dat amuseren.
Christian Laes, professor geschiedenis van de oudheid bij UAntwerpen, werd gevraagd door de archeologen de onbekende leuze te vertalen. Hij vond twee soortgelijke drinkbekers uit eerdere archeologische opgravingen in Keulen met de opschriften avoco me, wat ik amuseer me betekent, en avoco te, wat ik vermaak jou betekent. Avoca te, in de gebiedende wijs, kan dan vertaald worden als amuseer je of veel plezier. Het opschrift is mogelijkerwijs een informele uitdrukking bij Romeinse festiviteiten waarbij veelvuldig wijn geserveerd werd.